# Excalibur (filme)
Excalibur é um filme norte-americano de 1981, dirigido por John Boorman baseado nos textos de Thomas Malory e roteiro de Rospo Pallenberg. O filme é baseado na lenda inglesa do rei Arthur e os Cavaleiros da Távola Redonda, escrita por Sir Thomas Malory, mais especificamente sobre a espada do rei, a Excalibur.

## Sinopse
Durante a era medieval, o rei Uther Pendragon recebe do mago Merlin a mística espada Excalibur. Uther se apaixona por Igrayne, esposa de um dos seus aliados (Titangel), e é auxiliado por Merlin para possuí-la. Em troca, Merlin exige a criança, fruto desse relacionamento, seja entregue a ele quando nascer. Após varios conflitos, Uther é ferido mortalmente, e antes de falecer enterra a espada em uma pedra, deixando a Inglaterra sem um rei. Apenas quem retirar a espada da pedra poderá se tornar o novo rei.
Com a Inglaterra dividida pela ausência de um rei, vários nobres disputam a posse da espada, mas apenas o jovem Arthur, filho de Uther, auxiliado por Merlin, consegue retirá-la.
Entre vários feitos, Arthur unifica o Reino da Inglaterra, cria a Tavóla Redonda, unindo os mais nobres cavaleiros com um rígido código de conduta e constrói a cidade de Camelot.

## Elenco
- Nigel Terry...Arthur
- Helen Mirren...Morgana
- Nicholas Clay...Lancelot
- Cherie Lunghi...Guinevere
- Paul Geoffrey...Perceval
- Nicol Williamson...Merlin
- Robert Addie...Mordred
- Gabriel Byrne...Uther Pendragon
- Keith Buckley...Uryens
- Katrine Boorman...Igrayne
- Liam Neeson...Gawain
- Corin Redgrave...Cornwall
- Niall O'Brien...Kay
- Patrick Stewart...Leondegrance
- Clive Swift...Sir Hector

## Prêmios e indicações
- Indicado ao Oscar de melhor fotografia
- Indicado ao Oscar de melhor figurino
- Ganhou o prêmio de Melhor Contribuição Artística, no Festival de Cannes